# Epanalessi
L'epanalessi, dal greco antico ἐπανάληψις?, epanálēpsis ("ulteriore ripresa"), o geminatio è una figura retorica che consiste nel ripetere all'inizio, al centro o alla fine di una frase una parola o un'espressione per rafforzarne l'idea.
Esempio:
la selva, dico, di spiriti spessi.»
(Dante, Divina Commedia, Inferno IV, 65-66)
Quando le parole vengono ripetute immediatamente, senza alcun intervallo, si preferisce usare l'espressione epizeusi dal latino tardo epizeuxis, in greco ἐπίζευξις (epízeuxis), derivato di ἐπιζεύγνυμι (epizéugnümi) cioè «congiungere, unire».
Esempi:
(Dante, Divina Commedia, II, XXX, 73)
(Leopardi, A Silvia, 36)